# RMS Empress of Britain (1930)
«Емпрес оф Бритен» або «Імператриця Британії» (англ. RMS Empress of Britain (1930) — пасажирське судно-океанський лайнер, побудований британською суднобудівною компанією John Brown & Company у Клайдбанку на замовлення канадської компанії Canadian Pacific Steamships Ltd. Судно було другим із трьох канадських тихоокеанських кораблів під назвою Empress of Britain, які забезпечували регулярні трансатлантичні пасажирські перевезення з весни до осені між Канадою та Європою з 1931 по 1939 рік. На початку Другої світової війни перетворене на військове транспортне судно Королівського флоту Великої Британії.
28 жовтня 1940 року уражено двома 250-кг бомбами німецького бомбардувальника Fw 200 Condor 2./KG 40 оберлейтенанта Бернгарда Йопе, потім добито торпедами ПЧ U-32 біля ірландського острову Аранмор.
У свій час «Імператриця Британії» була найбільшим, найшвидшим і найрозкішнішим лайнером США і Канади, а також найбільшим кораблем у канадському Тихоокеанському флоті. Маючи водотоннажність 42 348 GRT, він був найбільшим лайнером, втраченим у Другій світовій війні, і найбільшим кораблем, потопленим підводним човном..

## Історія
Після початку Другої світової війни, 25 листопада 1939 року «Імператриця Британії» була реквізована й переобладнана на військове транспортне судно. Разом з іншими колишніми океанськими лайнерами перевозило війська з Нової Зеландії. 14 червня 1940 року частина військового конвою US 3, що складався з лайнерів «Анди», «Аквітанія», «Імператриця Британії», «Імператриця Канади», «Мавританія» та «Королева Мері», який вирушив з Австралії на шляху до Клайда, західніше Гібралтару зустріли угруповання військово-морських сил на чолі з лінійним крейсером «Гуд», разом з есмінцями «Весткотт», «Варвік» та іншими кораблями британсько-канадського флоту й попрямували під їхньою охороною до Шотландії.